# El Toro (berg- och dalbana)
El Toro (spanska för "Tjuren") är en berg- och dalbana i nöjesparken Six Flags Great Adventure. Banan är byggd i trä och togs i drift 12 juni 2006.